# Praslay
Praslay est une commune française située dans le département de la Haute-Marne, en région Grand Est.

## Géographie

### Localisation
Praslay se situe à 29 km au sud-ouest de Langres.

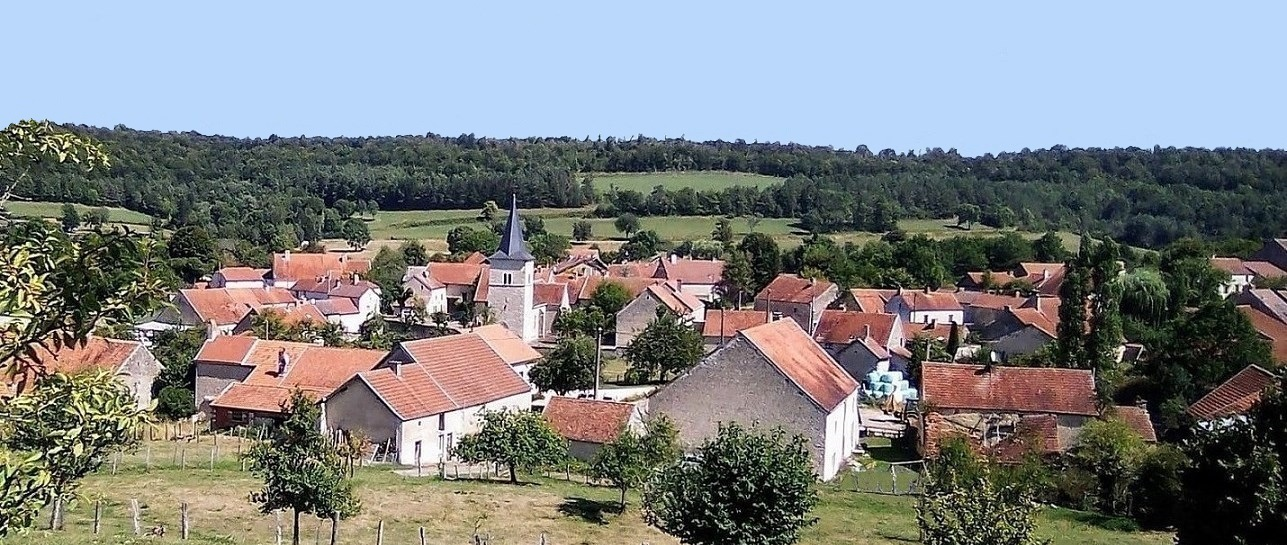
Vue générale

|       | Auberive        |  |
| Vivey | Praslay         |  |
|       | Vals-des-Tilles |  |

### Hydrographie
La commune est traversée par la ligne de partage des eaux entre les régions hydrographiques « la Seine de sa source au confluent de l'Oise (exclu) » et le bassin versant de la Saône au sein respectivement du bassin Seine-Normandie et du bassin Rhône-Méditerranée-Corse. Elle est drainée par l'Aube, le cours d'eau 01 de la Combe du Nebrot, le ruisseau de Rossin et le ruisseau de Vivey,.
L'Aube, d'une longueur de 249 km, prend sa source dans la commune d'Auberive et se jette  dans la Seine à Marcilly-sur-Seine, après avoir traversé 82 communes. Les caractéristiques hydrologiques de l'Aube sont données par la station hydrologique située sur la commune d'Auberive. Le débit moyen mensuel est de 0,603 m3/s. Le débit moyen journalier maximum est de 20,2 m3/s, atteint lors de la crue du 23 janvier 2018. Le débit instantané maximal est quant à lui de 24,5 m3/s, atteint le 22 janvier 2018.

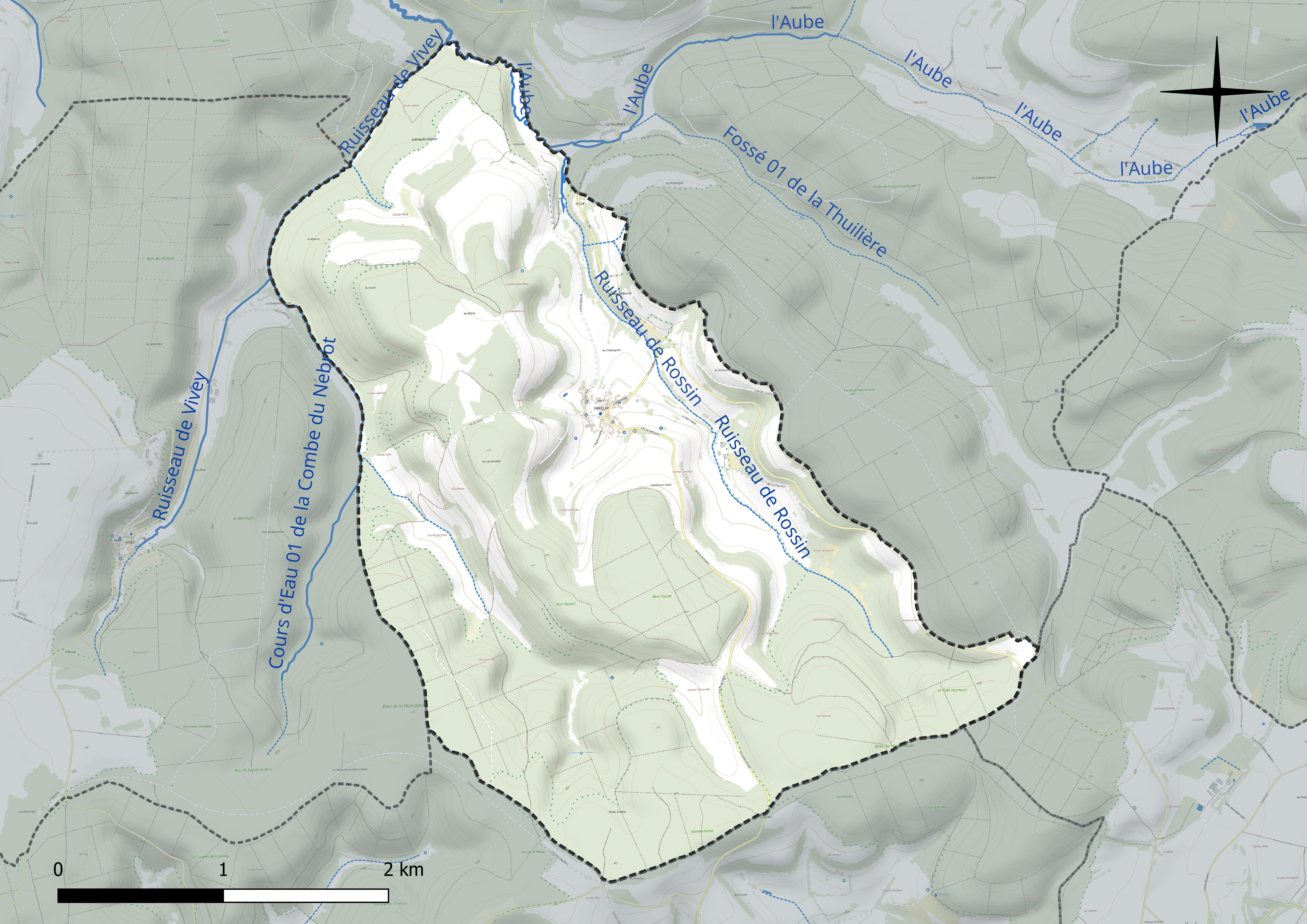
Réseau hydrographique de Praslay.

### Climat
Pour des articles plus généraux, voir Climat du Grand Est et Climat de la Haute-Marne.
En 2010, le climat de la commune est de type climat de montagne, selon une étude du Centre national de la recherche scientifique s'appuyant sur une série de données couvrant la période 1971-2000. En 2020, Météo-France publie une typologie des climats de la France métropolitaine dans laquelle la commune est exposée à un climat océanique altéré et est dans la région climatique  Lorraine, plateau de Langres, Morvan, caractérisée par un hiver rude (1,5 °C), des vents modérés et des brouillards fréquents en automne et hiver. 
Pour la période 1971-2000, la température annuelle moyenne est de 9,8 °C, avec une amplitude thermique annuelle de 17,2 °C. Le cumul annuel moyen de précipitations est de 974 mm, avec 13 jours de précipitations en janvier et 8,7 jours en juillet. Pour la période 1991-2020, la température moyenne annuelle observée sur la station météorologique de Météo-France la plus proche, « Auberive_sapc », sur la commune d'Auberive à 6 km à vol d'oiseau, est de 9,7 °C et le cumul annuel moyen de précipitations est de 943,1 mm. 
La température maximale relevée sur cette station est de 39,3 °C, atteinte le 25 juillet 2019 ; la température minimale est de −22,6 °C, atteinte le 20 décembre 2009,,. 
Les paramètres climatiques de la commune ont été estimés pour le milieu du siècle (2041-2070) selon différents scénarios d'émission de gaz à effet de serre à partir des nouvelles projections climatiques de référence DRIAS-2020. Ils sont consultables sur un site dédié publié par Météo-France en novembre 2022.

## Urbanisme

### Typologie
Au 1er janvier 2024, Praslay est catégorisée commune rurale à habitat dispersé, selon la nouvelle grille communale de densité à sept niveaux définie par l'Insee en 2022.
Elle est située hors unité urbaine et hors attraction des villes,.

### Occupation des sols
L'occupation des sols de la commune, telle qu'elle ressort de la base de données européenne d’occupation biophysique des sols Corine Land Cover (CLC), est marquée par l'importance des forêts et milieux semi-naturels (62,3 % en 2018), une proportion sensiblement équivalente à celle de 1990 (62,5 %). La répartition détaillée en 2018 est la suivante : 
forêts (62,3 %), prairies (20,8 %), terres arables (17 %). L'évolution de l’occupation des sols de la commune et de ses infrastructures peut être observée sur les différentes représentations cartographiques du territoire : la carte de Cassini (XVIIIe siècle), la carte d'état-major (1820-1866) et les cartes ou photos aériennes de l'IGN pour la période actuelle (1950 à aujourd'hui).

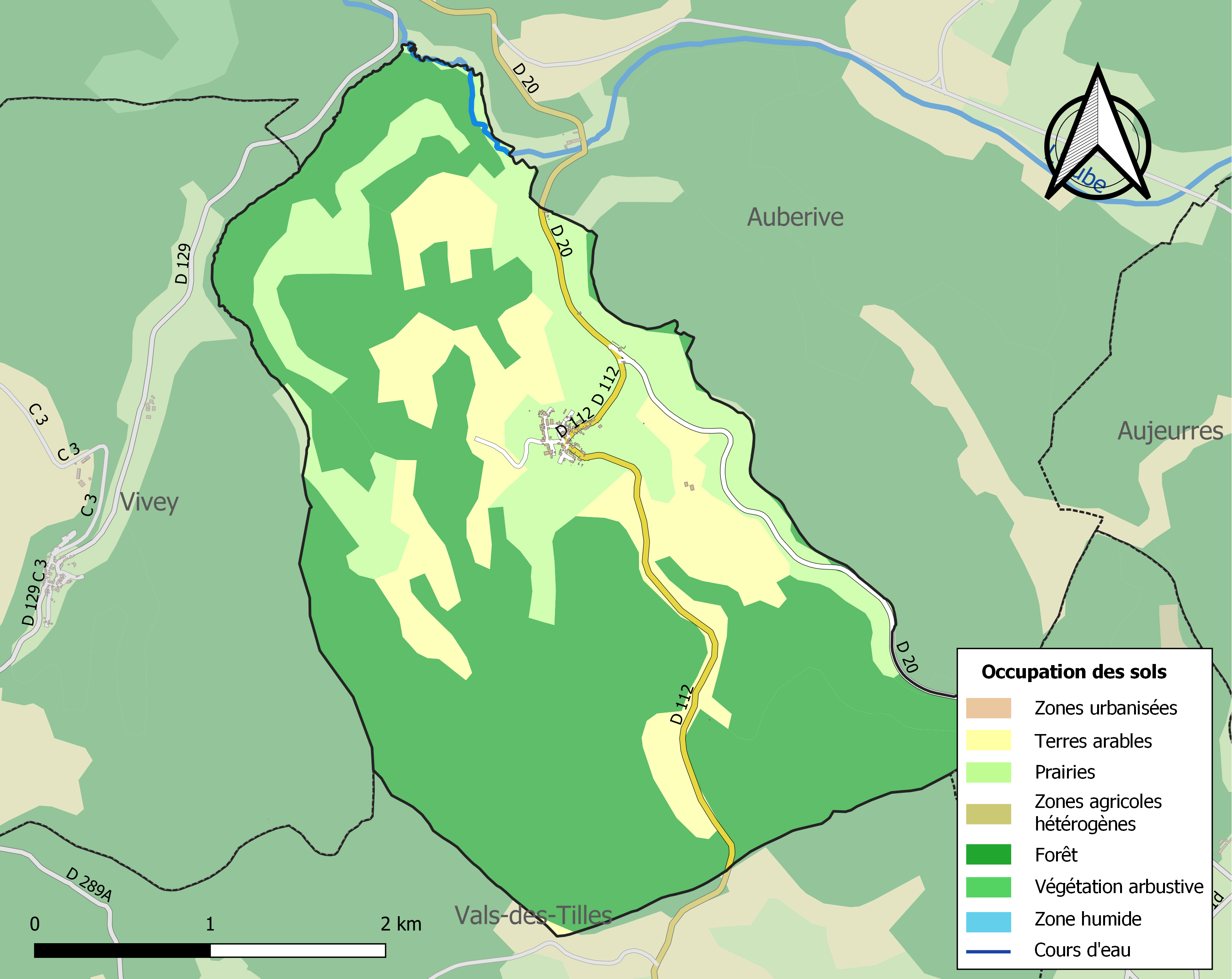
Carte des infrastructures et de l'occupation des sols de la commune en 2018 (CLC).

## Politique et administration

### Liste des maires
| Période                                  | Période   | Identité        | Étiquette | Qualité |
| ---------------------------------------- | --------- | --------------- | --------- | ------- |
| Les données manquantes sont à compléter. |           |                 |           |         |
| mars 2001                                | mars 2014 | Serge Lallement |           |         |
| mars 2014                                | En cours  | Sophie Salihi   |           |         |

## Population et société

### Démographie
L'évolution du nombre d'habitants est connue à travers les recensements de la population effectués dans la commune depuis 1793. Pour les communes de moins de 10 000 habitants, une enquête de recensement portant sur toute la population est réalisée tous les cinq ans, les populations de référence des années intermédiaires étant quant à elles estimées par interpolation ou extrapolation. Pour la commune, le premier recensement exhaustif entrant dans le cadre du nouveau dispositif a été réalisé en 2004.

En 2022, la commune comptait 82 habitants, en évolution de +13,89 % par rapport à 2016 (Haute-Marne : −4,62 %, France hors Mayotte : +2,11 %).
| 1793 | 1800 | 1806 | 1821 | 1831 | 1836 | 1841 | 1846 | 1851 |
| ---- | ---- | ---- | ---- | ---- | ---- | ---- | ---- | ---- |
| 275  | 321  | 312  | 307  | 352  | 363  | 347  | 326  | 329  |

| 1856 | 1861 | 1866 | 1872 | 1876 | 1881 | 1886 | 1891 | 1896 |
| ---- | ---- | ---- | ---- | ---- | ---- | ---- | ---- | ---- |
| 297  | 280  | 285  | 260  | 275  | 274  | 311  | 249  | 216  |

| 1901 | 1906 | 1911 | 1921 | 1926 | 1931 | 1936 | 1946 | 1954 |
| ---- | ---- | ---- | ---- | ---- | ---- | ---- | ---- | ---- |
| 201  | 223  | 188  | 175  | 152  | 147  | 158  | 188  | 124  |

| 1962 | 1968 | 1975 | 1982 | 1990 | 1999 | 2004 | 2006 | 2009 |
| ---- | ---- | ---- | ---- | ---- | ---- | ---- | ---- | ---- |
| 142  | 152  | 135  | 97   | 63   | 58   | 66   | 64   | 68   |

| 2014 | 2019 | 2022 | - | - | - | - | - | - |
| ---- | ---- | ---- | - | - | - | - | - | - |
| 70   | 78   | 82   | - | - | - | - | - | - |

## Économie
- Exploitations agricoles.

## Culture locale et patrimoine

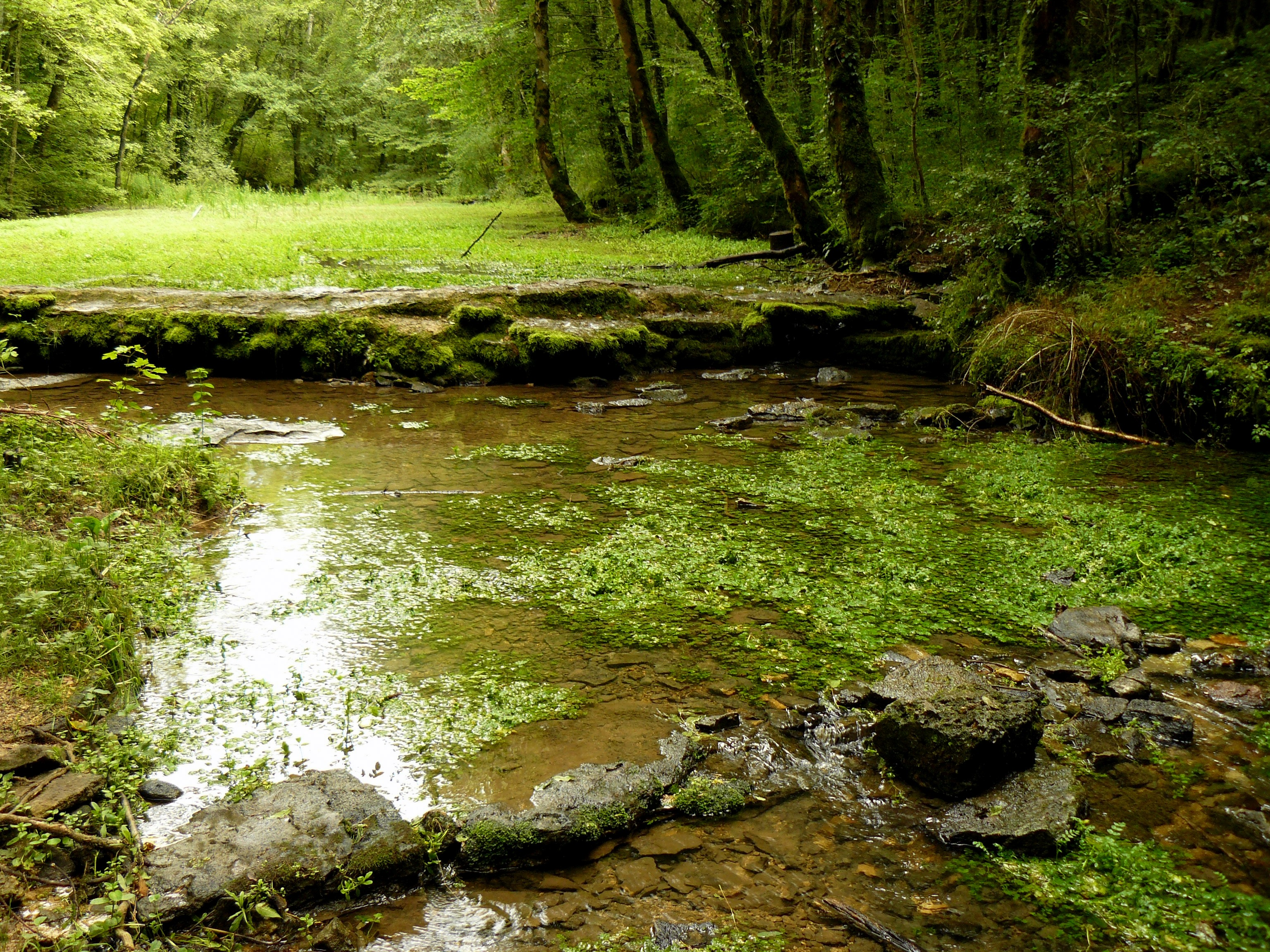
La source de l'Aube, près de Praslay, dans la forêt d'Auberive.

### Lieux et monuments
- L'église paroissiale Saint-Rémy[20],[21].
- Lavoir couvert restauré[22].
- Pelouses, bois et marais de la combe Courteau et du Chanet[23].
- Une des sources de l'Aube.